# Pillus (pâtes)
Les pillus sont un genre de pâtes originaires de Sardaigne, particulièrement des alentours de la ville d'Oristano. Ces pâtes qui ressemblent à des nouilles sont en forme de mince ruban. Elles ont la particularité d'être pétries longtemps. Elles sont cuites dans un bouillon de bœuf (parfois du mouton) et servies avec du pecorino,,. À Busachi, commune italienne de la province d'Oristano, les pâtes sont parfumées de safran grillé et réduit en poudre,.
Les lisanzedas sont une variante des pillus (et parfois nommées comme telles). Les lisanzedas sont cuites au four en couches comme les lasagnes. Elles ont une forme de disque plutôt que de ruban ; leur diamètre varie de 18 à 20 cm. Le point commun avec les pillus est la garniture de ragù et de pecorino plutôt que leur forme. Une autre variété élaborée dans la région de Cagliari est assaisonnée de safran. Une autre sorte de pâtes, originaires de la ville de Giba, est parfumée au fenouil.